# Augusta Déjerine-Klumpke
Augusta Déjerine-Klumpke (San Francisco, 1859 – Parigi, 1927) è stata una neurologa statunitense.
Moglie di Joseph Jules Déjerine, lavorò nel campo della neuroanatomia e fu la prima stagista di sesso femminile a lavorare in un ospedale di Parigi.

## Biografia
Fin dall'inizio la famiglia di Klumpke sostenne le sue ambizioni mediche, permettendole di studiare a Parigi così come le sue sorelle Anna Elizabeth Klumpke, Julia Klumpke e Dorothea Klumpke. Pur affrontando il disprezzo per le donne nel campo medico, continuò a lavorare sui suoi studi medici, arrivando fino ad ottenere un incarico nei laboratori del Muséum d'Histoire Naturelle e riuscendo a guadagnarsi un'ottima reputazione per le sue abilità in campo medico e linguistico, in quanto era in grado di parlare inglese e tedesco. Ciò la condusse, insieme a Blanche Edwards-Pillet, a essere la prima donna a lavorare negli ospedali di Parigi.
Durante questo periodo teorizzò quella che oggi viene chiamata paralisi di Klumpke, una lesione ai nervi che controllano il movimento del braccio. Lavorò sotto la direzione di Alfred Vulpian, il preside della sua ex scuola di medicina che si era opposto alla sua iscrizione in quanto donna.
Durante la sua vita il suo nome apparve in cinquantasei articoli, alcuni dei quali scritti da lei stessa. Pubblicò inoltre un libro di due volumi sull'anatomia dei centri nervosi chiamato Anatomie des Centres Nerveux con suo marito Joseph Jules Dejerine. Klumpke fu membro di diverse società scientifiche, tra cui la Société de Biologie e la Société de Neurologie de Paris.